# Еолян, Рубен Осипович
Рубен Осипович Еолян (1894—1955) — советский врач и учёный в области хирургии и гематологии, государственный и общественный деятель. Член-корреспондент АМН СССР (1946), заслуженный деятель науки Армянской ССР (1940).

## Биография
Родился 29 мая 1894 года[по какому календарю?] в Герюсах (ныне Горис).
Учился в сельской школе Гориса, затем переехал в Баку, где в 1913 году окончил реальное училище, после чего работал учителем в сельской школе Гориса.
В 1914 году поступил в Императорскую Военно-медицинскую академию из которой вскоре перевёлся на медицинский факультет Киевского университета. Закончил обучение в 1919 году, в течение года работал клиническим ординатором госпитальной терапевтической клиники под руководством Ф. Г. Яновского, затем вернулся на родину.
С 1921 по 1922 год служил в Красной армии в должности старшего врача и хирурга в лазарете Гориса. С 1922 по 1924 (или 1925) год работал там же старшим врачом и хирургом в уездной больнице. Затем, по разным источникам, работал ординатором в хирургическом отделении 2-й Ереванской городской больнице, либо в хирургической клинике Ереванского медицинского института, либо был командирован в госпитальную хирургическую клинику медицинского факультета Одесского университета.
С 1927 года на преподавательской работе в Ереванском мединституте: ассистент, с 1931 года доцент, с 1934 года заведующий кафедрой факультетской хирургии, с 1936 года профессор.
С 1933 года одновременно с преподаванием руководил организованным по его инициативе в Ереване филиалом московского Института переливания крови (с 1947 года самостоятельный НИИ гематологии и переливания крови, с 1993 года — Гематологический центр им. проф. Р. О. Еоляна).
В 1937 году получил степень доктора медицинских наук (тема диссертации «Материалы к изучению язв нижних конечностей»).
Во время Великой Отечественной войны работал консультантом в эвакуационном госпитале № 1785.
С 1946 года член-корреспондент Академии медицинских наук СССР.
Умер в Ереване 1 июля 1955 года от кровоизлияния в мозг.

### Государственная и общественная деятельность
- В 1938 году член Центральной избирательной комиссии на выборах в Верховный Совет Армянской ССР[12].
- Участвовал в подписании обращений к армянам всего мира с призывом к борьбе против фашизма (опубликовано 17 августа 1941 года[13]) и к бойцам-армянам (опубликовано 27 февраля 1943 года[14]).
- Депутат Совета Национальностей Верховного Совета СССР 2-го[15], 3-го[16] и 4-го[17] созывов.
- Заместитель председателя и член учёного совета Министерства здравоохранения Армянской ССР[7].
- С 1937 по 1954[7] (по другим данным, с 1939 по 1955) год — председатель научного общества хирургов Армянской ССР[6].
- Председатель оргкомитета и затем председатель III Закавказского съезда хирургов, прошедшего в Ереване в 1947 году[18].
- С 1946 года член правления Всесоюзного общества хирургов.
- С 1953 года действительный член Международной ассоциации хирургов[7].

## Вклад в науку
Автор около 50 научных работ, в том числе 4 монографий. Основные темы: хирургические инфекции, пересадка сосудов, гематология и трансфузиология, хирургические осложнения малярии и амёбиаза, абсцессы печени. Научный руководитель 19 кандидатских и докторских диссертаций Автор ряда учебных пособий по хирургии, включая первые в СССР учебники для студентов и врачей-хирургов, написанные на армянском языке.

## Семья
Был женат, две дочери:
- Изабелла Рубеновна Еолян (1928—1996) — музыкант-востоковед, доктор искусствоведения;
- Анна Рубеновна Еолян (1928 — не позже 2013) — музыкант, арфистка оркестра Ереванского оперного театра, жена композитора Э. С. Оганесяна[19][20].

## Награды
- Орден Ленина[уточнить].
- Заслуженный деятель науки Армянской ССР (1940)[6].
- Орден Красной Звезды (13 февраля 1943)[10].
- Орден Трудового Красного Знамени (ноябрь 1945)[21].
- Медали[6].

## Память
- Имя Рубена Осиповича Еоляна носит гематологический центр в Ереване. На территории центра установлен памятник Еоляну[19].